# یک قل دو قل
یک قل دو قل گونه‌ای بازی ایرانی است که به وسیلۀ پنج سنگ انجام می‌شود. این بازی‌ها به گونه‌ای طراحی شده که محدودیت سن و جنس ندارد.

## نام
بازی یک قل دو قل، یا یک گل دو گل، در گویش بمی تیلوبازی، در سیستانی (زابلی) بش داش، در ترکی توّپال، در کوردی سورانی بازه‌ڵێن در کُردی جنوبی غمچان یا قمچان، در لکی قارچون، در شوشتری چَقَّهَ، در کهریزسنگ اصفهان موزباریک یا قاپ‌بازی یا ریگ‌بازی، در لهجه رامهرمزی گُرُوک نامیده می‌شود و با نام‌های دیگری مانند پنج پنج، پنج سنگ، پاسنگ کا، قوتوربازی، رگ‌رگ بازی، سنگچران نیز شناخته می‌شود.

## تعداد افراد
برای این بازی معمولاً دو نفر بازیکن لازم است، اما گاهی اوقات این سرگرمی به وسیله گروه‌های دو الی سه نفره نیز بازی می‌شود. اما بعضی از افراد حتی به گروه‌های ده تا هشت نفره نیز تقسیم می‌شوند.

## مراحل و چگونگی بازی

### مرحله نخست (قل اول)
بازیکن در مرحله اول پنج سنگ را به گونه‌ای که جدا از هم بایستند روی زمین پخش می‌کند، یکی را برداشته و به بالا پرتاب می‌کند، در فاصلهٔ پایین آمدن، یکی از سنگ‌ها را از روی زمین برداشته و با همان دست، سنگ بالا انداخته را که در حال پایین آمدن است می‌گیرد و به همین روش، همهٔ آنها را برمی‌دارد.

### مرحله دوم (دو قل)
در مرحلهٔ دوم پنج سنگ را به گونه‌ای که دو به دو قرار بگیرند، روی زمین پخش می‌کند، یکی را برداشته و به بالا انداخته و سنگ‌ها را دو تا، دو تا، از روی زمین جمع می‌کند.

### مرحله سوم (سه قل)
در مرحلهٔ سوم همانند مراحل پیش و البته چهار سنگ روی زمین را در دو حرکت یک تایی و سه تایی، برمی‌دارد.

### مرحله چهارم (چهار قل)
در مرحلهٔ چهارم نیز همچون مراحل پیشین، چهار سنگ روی زمین را یک جا و در یک حرکت جمع می‌کند.

### مرحله پنجم (قرتک)
در مرحلهٔ پنجم بازیکن باز سنگ‌ها را پخش کرده، یکی را برداشته و بالا می‌اندازد و در فاصلهٔ بازگشت، یکی از سنگ‌های روی زمین را برداشته و سنگ هوا را می‌گیرد و با یک پرتاب دیگر، سنگی را که از روی زمین برداشته، با یکی دیگر از سنگ‌ها، جابه‌جا می‌کند و به همین روش، مرحله را با تعویض کلیه سنگ‌ها، به اتمام می‌رساند.

### مرحله ششم
در مرحلهٔ ششم، بازیکن با دست چپ، توسط انگشتان شست و میانی به صورتی که انگشت اشاره روی آن سوار شده باشد پُلی پهن، روی زمین می‌سازد. سنگ‌های پخش شده را به طرف مقابل اشاره می‌کند تا یکی را به عنوان قراول انتخاب کند. پس از آن، یکی را برداشته و به طرف بالا می‌اندازد و دوباره می‌گیرد و در این فاصله، سنگ‌ها را یکی یکی حداکثر با ۳ ضربه، به ضرب انگشت میانی که از انگشت شست به حالت فنری یا بشکن، رها می‌شود از زیر پل می‌گذراند. چون سنگ قراول، و آخرین گذرنده از زیر پل خواهد بود، بدیهی است حریف سنگی را به عنوان فراوان، انتخاب خواهد کرد که سدّ معبر سایر سنگها باشد و مسلم است در اثر برخورد یکی از سنگ‌های قراول، بازیکن سوخته و نوبت بازی حریف خواهد شد.

### مرحله هفتم
در مرحله هفتم، بازیکن پس از ریختن سنگ‌ها روی زمین، دست چپ را در یک طرف آنها به صورت عمودی بر زمین می‌نهد و دیواری درست می‌کند. باز با دست راست یکی را بعد از برداشتن به طرف بالا انداخته و دوباره می‌گیرد و در این فاصله بایستی، یکی از سنگ‌ها را برداشته و به آن سوی دیوار بگذارد، این حرکت را برای تمامی سنگ‌ها، اجرا می‌کند.

### مرحله هشتم
مرحلهٔ هشتم، در این مرحله بازیکن همه سنگ‌ها را یک جا به طرف بالا می‌اندازد، در فاصلهٔ بازگشت آنها، فوراً دست‌ها را از کناره به هم می‌چسباند و سنگ‌ها را با کف دو دست می‌گیرد، دوباره آنها را در همان حال با دو دست به طرف بالا می‌اندازد و در این فاصله دست‌ها را وارونه کرده و از ناحیهٔ انگشت سبابه به هم می‌چسباند و آنها را با پشت دست‌هایش می‌گیرد و سپس عکس آن را انجام داده و باز سنگ‌های پرتابی را با کف دو دست می‌گیرد، افتادن حتی یک سنگ، موجب سوختن است و هر کدام این مرحله را گذرانده باشد، برندهٔ بازی است. مرحلهٔ آخر، مرحلهٔ تنبیه است و دو بازیکن روبروی هم می‌نشینند (و یا اگر به صورت گروهی اجرا می‌شود، دو سر گروه). بازنده کف دستش را به زمین می‌چسباند و نفر برنده، سنگ‌ها را یکی یکی با اسامی تنبیه‌ها (مانند مشت، سیلی، نوازش، پیچش و برداشتن عسل از کندو) پشت دست او می‌چیند سپس او باید با یک حرکت همهٔ سنگ‌ها را به طرف بالا بیندازد و با دست بگیرد، اگر توانست همه را بگیرد، تنبیهی متوجه او نیست، ولی براساس آنچه بر زمین انداخته باشد، تنبیه می‌شود. البته این بازی، بنابر ذوق و ابتکار بازیکنان ماهر، می‌تواند مراحل بسیاری داشته باشد.

### مرحله نهم
مرحلهٔ نهم؛ ویژگی مخصوص به خود را دارد، مخصوصاً وقتی تنبیه و مجازات فرد بازنده، انجام عمل برداشتن عسل از کندو باشد (یعنی برداشتن سنگی از زیر دست فرد برنده)، تا خاتمه انجام کار، فرد برنده با ظرافت تمام ناخن خود را به حالت نیش زنبور بر دست او فشار می‌دهد و مانع این کار او می‌شود.